# Sammetsdrongo
Sammetsdrongo (Dicrurus modestus) är en fågel i familjen drongor inom ordningen tättingar.

## Utbredning och systematik
Sammetsdrongo delas numera vanligen in i två underarter:
- Dicrurus modestus atactus – förekommer från Sierra Leone till sydvästra Nigeria
- Dicrurus modestus coracinus – förekommer på ön Bioko, från södra Nigeria österut till sydvästra Centralafrikanska republiken, sydvästligaste Sydsudan och västra Kenya söderut till Gabon, centrala Demokratiska republiken Kongo och nordvästra Angola
- Dicrurus modestus modestus – förekommer på ön Príncipe i Guineabukten

Underarten atactus urskildes tidigare som egen art baserat på genetiska studier, och vissa gör det fortfarande. International Ornithological Congress behandlar den dock sedan 2023 återigen som en underart till sammetsdrongo, grundat på att de genetiska skillnaderna är relativt små och att atactus övergår i coracinus i sydvästra Nigeria och Kamerun.

## Status
Arten har ett stort utbredningsområde och beståndet anses vara stabilt. Internationella naturvårdsunionen IUCN listar den därför som livskraftig (LC).